# Alexandre Nero
Alexandre Nero Vieira (Curitiba, 1970) è un attore, cantante e polistrumentista brasiliano.

## Biografia

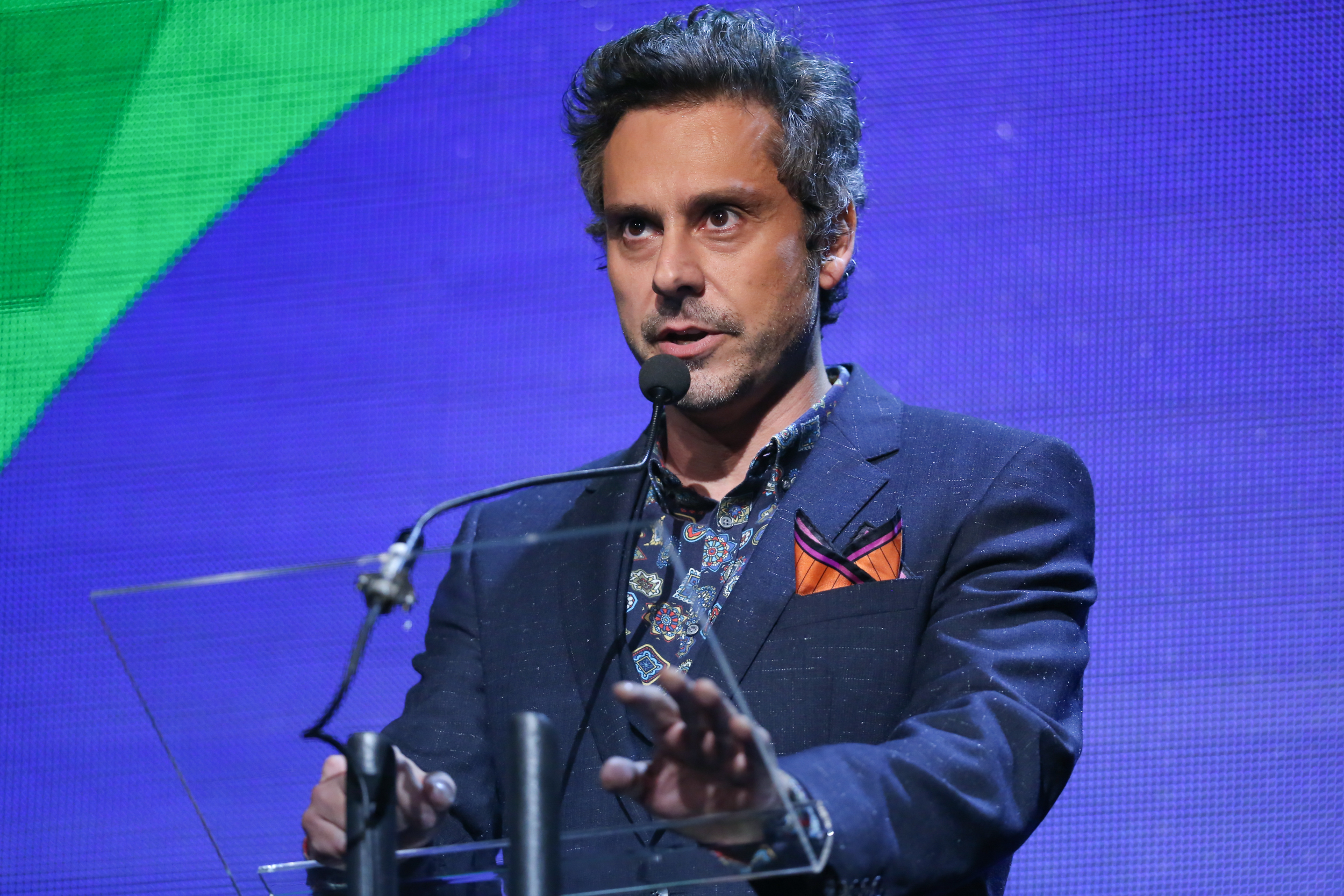
Alexandre Nero nel 2015

Ha pubblicato il suo primo album da solista nel 1993. Oltre a cantare e a comporre, suona violino, viola e ukulele.
Nel 1995 ha debuttato in teatro. A tutt'oggi ha preso parte a oltre 50 spettacoli, tra cui qualche musical. 
Ha creato l'Associação dos Compositores da Cidade de Curitiba nel 1994. Ha fatto parte della band Grupo Fato dal 1997 al 2007. Nel 2008 è entrato in un altro gruppo, i Maquinaíma, che ha ottenuto un buon successo. 
Attore cinematografico dal 1998, dall'inizio del terzo millennio è apparso anche in telenovelas e in altre serie tv. Nel 2014 ha lavorato per la prima volta come protagonista di una telenovela, Império, ottenendo poi numerosi riconoscimenti tra cui il Trofeu Imprensa.. Nel 2017 è stato candidato all'Emmy nella categoria dei migliori attori protagonisti per l'interpretazione del suo personaggio nella telenovela A Regra do Jogo, un uomo che si scopre affetto da sclerosi multipla.   Ha poi recitato nella telenovela Nos Tempos do Imperador, produzione Globo ultimata nel 2020 ma trasmessa l'anno dopo.

## Vita privata
Dal 2001 al 2011 è stato sposato con l'attrice Fabíula Nascimento. Il matrimonio è terminato col divorzio. Dal 2015 è marito dell'attrice e insegnante di recitazione Karen Brusttolin; nell'anno stesso delle nozze è nato Noá, il primo figlio della coppia. Nel 2018 Nero e la moglie hanno messo al mondo un altro maschio, Inã.